# Lac Kakwetcirahotonaniwak
Lac Kakwetcirahotonaniwak är en sjö i Kanada.   Den ligger i regionen Mauricie och provinsen Québec, i den sydöstra delen av landet, 400 km norr om huvudstaden Ottawa. Lac Kakwetcirahotonaniwak ligger 405 meter över havet. Arean är 0,86 kvadratkilometer. Den sträcker sig 1,6 kilometer i nord-sydlig riktning, och 1,5 kilometer i öst-västlig riktning.
I omgivningarna runt Lac Kakwetcirahotonaniwak växer i huvudsak barrskog. Trakten runt Lac Kakwetcirahotonaniwak är nära nog obefolkad, med mindre än två invånare per kvadratkilometer.